# 元欽 (北魏)
元 欽（げん きん、470年 - 528年）は、北魏の皇族。字は思若。

## 経歴
陽平王拓跋新成の子として生まれた。若くして学問を好み、「皇族の子孫では寿安と思若がすぐれている」といわれた。太和年間に正員郎となり、左中郎将に転じた。景明初年に司徒右長史に任じられた。正始末年に輔国将軍・吏部郎中となった。鴻臚卿に任じられ、度支尚書に転じ、宗正卿・七兵尚書に転じた。撫軍将軍の位を加えられた。丁太妃が死去すると、哀毀して喪に服した。服喪を終えると、鎮南将軍・金紫光禄大夫の位を受けた。まもなく衛大将軍・中書監に転じた。さらに尚書右僕射・車騎大将軍・儀同三司となった。また宗師・侍中・驃騎大将軍・尚書左僕射に進んだ。元欽の顔色は浅黒かったため、当時の人は黒面僕射と呼んだ。元欽は従兄の元麗の妻の崔氏と密通し、御史中尉の封回の弾劾を受けたが、赦免された。まもなく司州牧に任じられた。後に司空公に上り、鉅平県公に封じられた。528年（武泰元年）4月、河陰の変で殺害された。享年は59。仮黄鉞・太師・太尉公の位を追贈された。諡は文懿といった。
子に元子孝（字は季業）があり、若くして令名があった。

## 伝記資料
- 『魏書』巻19上 列伝第7上
- 『北史』巻17 列伝第5
- 大魏故侍中特進驃騎大将軍尚書左僕射司州牧司空公鉅平県開国侯元君之神銘（元欽墓誌）